# Li-Meng Yan
Li-Meng Yan é uma pesquisadora chinesa formada em medicina, com especialização em imunologia e virologia que ganhou notoriedade após acusar o governo chinês e a OMS de acobertarem informações relativas a existência e a transmissão do novo coronavírus (SARS-CoV-2) e ao fazer alegações de que o vírus foi intencionalmente desenvolvido em laboratório. Suas alegações a respeito do acobertamento do vírus vieram a público em uma entrevista exclusiva à Fox News em 10 de julho de 2020. Enquanto suas acusações de que o vírus teria sido criado em laboratório foram publicadas em 14 de setembro de 2020 em um artigo não revisado por pares escrito em co-autoria com outros 3 pesquisadores.

## Formação e pesquisa acadêmica
Li-Meng Yan obteve o título de mestre em oftalmologia pela Central South University (Xiangya Medical College) em 2009 com a tese "Arroz de castanha espinhosa e análise clínica de 29 casos de trauma ocular". Em 2014 ela concluiu seu doutorado em oftalmologia pela Southern Medical University com a tese "Estudo experimental sobre o efeito inibitório do propranolol na neovascularização em um modelo de queimadura por álcali da córnea em camundongo". Posteriormente ela alega ter se especializado em coronavírus ao se tornar pesquisadora e pós-doutoranda pela Universidade de Hong Kong. Apesar disso a universidade se pronunciou contestando a informação de que a ela tenha realizado pesquisas com o vírus. Já Li-Meng Yan afirma que sua pesquisa foi censurada e que seus superiores a orientaram a se calar.

## Transmissão do SARS-CoV-2
A pesquisadora alega que o governo chinês sabia sobre a transmissão do vírus de pessoa para pessoa desde pelo menos dezembro de 2019 e que suas tentativas de alertar as pessoas dessa informação (ocorridas em janeiro, quando a situação ficou claro para ela) foram silenciadas. Ela também afirma que Malik Peiris, codiretor de um laboratório afiliado à OMS, sabia da transmissão de pessoa para pessoa bem antes da OMS e do governo chinês reconhecerem a situação publicamente.
A China e a OMS negaram o acobertamento. A OMS também negou que Peiris tenha ligação direta com a organização apesar de reconhecer que ele já fez parte de missões de especialistas da OMS.

## Origem do SARS-CoV-2
São três as supostas evidências levantadas por Yan e os demais cientistas autores do estudo que sustentariam a conclusão de que o vírus teria sido intencionalmente criado em laboratório. Uma delas é a semelhança com uma cepa de coronavírus de morcegos que infecta também pangolins descoberta e estudada por laboratórios militares. Os críticos dessa conclusão alegam que a semelhança na verdade seria uma evidência contra essa conclusão, já que seria muito mais fácil utilizar cepas de coronavírus que já são adaptadas em infectar humanos. As outras duas evidências se concentram na presença da proteína spike. Eles dizem que a versão dessa estrutura contem características que sugerem o desenvolvimento intencional em laboratório. Especialistas contrários a essa conclusão alegam que a seleção natural explica melhor do que a seleção artificial o desenvolvimento dessa proteína na estrutura do vírus.
Outro foco de críticas se concentra no financiador por trás do estudo, a Rule of Law Society, uma organização (não científica) sem fins lucrativos fundada pelo ex-estrategista-chefe da Casa Branca Steve Bannon, que já foi condenado por fraude. O fato do estudo não ter sofrido revisão por pares e de ter sido publicado em um repositório de acesso aberto como o Zenodo ao invés de um periódico científico reputado fortalece o coro de críticas. Carl Bergstrom, um dos cientistas que criticaram a publicação alegou que esses fatores lançam dúvidas sobre a credibilidade do artigo. Li-meng Yan se defende das acusações afirmando que suas descobertas foram censuradas nas publicações científicas mais relevantes.